# NGC 3140
NGC 3140 ist eine Spiralgalaxie vom Hubble-Typ Sc im Sternbild Wasserschlange am Südsternhimmel. Sie ist rund 370 Millionen Lichtjahre von der Milchstraße entfernt.
Das Objekt wurde am 1. Januar 1886 von Francis Leavenworth entdeckt.